# Sgt. Fuzzy
Sgt. Fuzzy is een Belgische hedendaagse jazzband rond Thomas Jillings. Naast jazz, is de band ook beïnvloed door rockmuziek zoals Radiohead en Pixies.
Gitarist Bert Dockx verliet de band na de opnames van het debuutalbum uit 2015 en werd vervangen door Quinten De Cuyper.

## Discografie
- 2015 Sgt. Fuzzy (El Negocito Records)